# Fabi Tron
Fabi Tron (Santa Fe) es una activista lesbiana argentina, editora y referente de la militancia en las disidencias corpo-sexo-afectivas.
Integró organizaciones como Lesbianas a la vista y Potencia Tortillera. En 2015 Bocavulvaria Ediciones, una editorial que difunde libros de ensayo sobre teoría feminista y teoría queer.

## Trayectoria
Fabi Tron es una activista lesbiana, transfeminista y editora que formó parte de organizaciones pioneras lésbicas como Lesbianas a la vista, organización basada en Buenos Aires que realizó actividades desde mediados de la década de 1990 hasta 2001, a la cual pertenecían también María Luisa Peralta, Mónica Pavicich y Alejandra Sardá.
Es creadora de Potencia Tortillera, un archivo fundado en 2011 en Córdoba, el cual reúne materiales digitalizados de la memoria lésbica local.
En 2015 creó la editorial Bocavulvaria Ediciones, un proyecto autogestivo, independiente y con una política de precio justo. Publica principalmente textos relacionados con teoría feminista, teoría queer, trabajo sexual, sexualidades disidentes, teorías anarquistas y anticapitalistas. En la editorial participan también Gabriela Adelstein y Gabi Herczeg como traductoras y Fernanda Guaglianone como diseñadora de la tapa. Dentro de su catálogo se encuentran textos de Gayle Rubin, bell hooks, Angela Davis y val flores. Con esta última, Fabi Tron compiló el libro Chonguitas, masculinidades de niñas editado por La Mondonga Dark.
En 2011 publicó ¿Quienes mataron a Pepa Gaitán? Crónicas del Juicio a Daniel Torres en Bocavulvaria Ediciones, una compilación de crónicas de su autoría sobre los juicios para el esclarecimiento del asesinato de Pepa Gaitan.

## Publicaciones
- Chonguitas. Masculinidades de niñas, compilación realizada junto a fabi tron. Editorial La Mondonga Dark. Neuquén, 2013
- ¿Quienes mataron a Pepa Gaitán? Crónicas del Juicio a Daniel Torres. Bocavulvaria Ediciones. 2011.